# 蟹沢インターチェンジ
蟹沢インターチェンジ（かにさわインターチェンジ）は、秋田県北秋田市坊沢字畑ヶ沢にある秋田自動車道（鷹巣西道路）のインターチェンジである。

## 概要

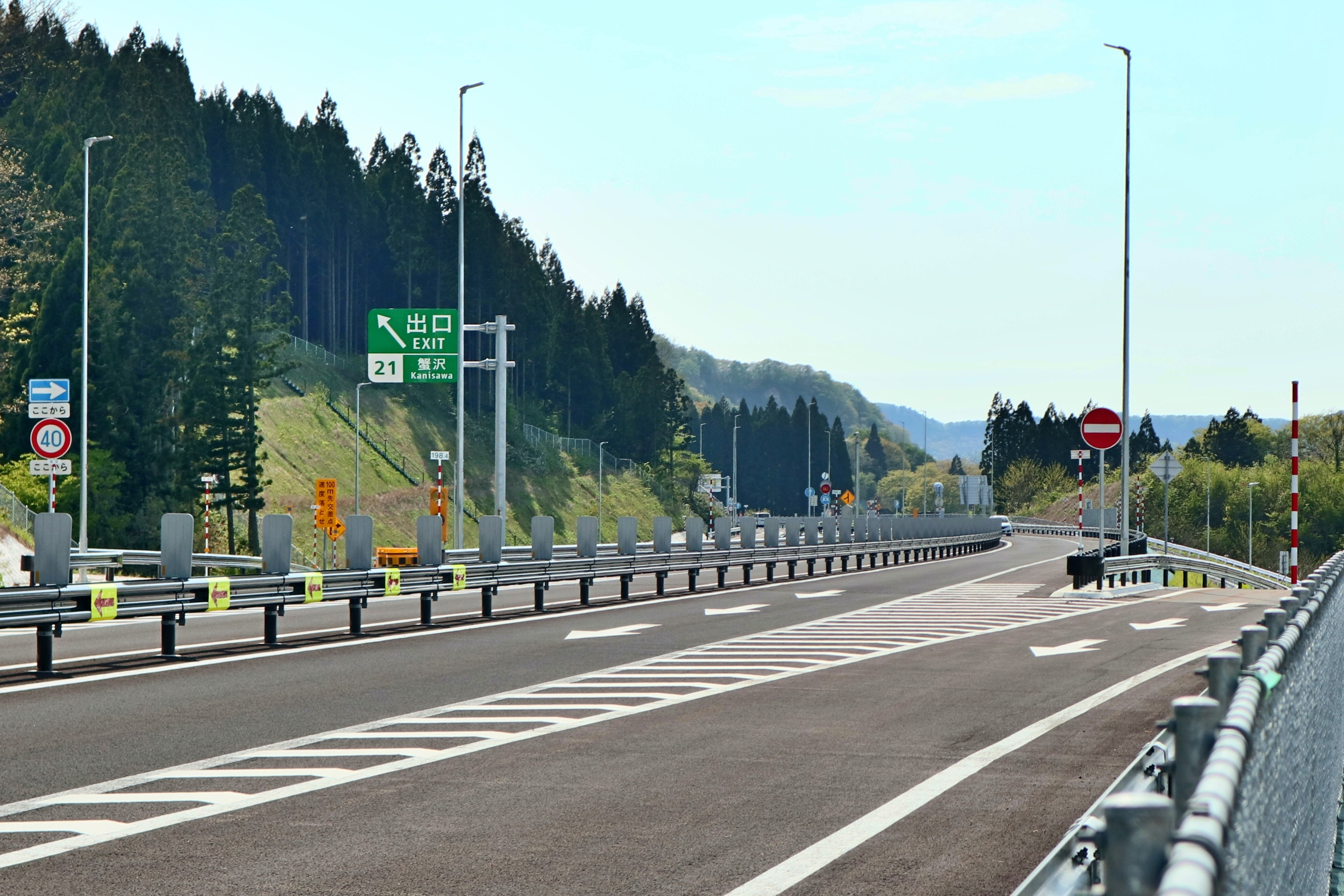
青森側

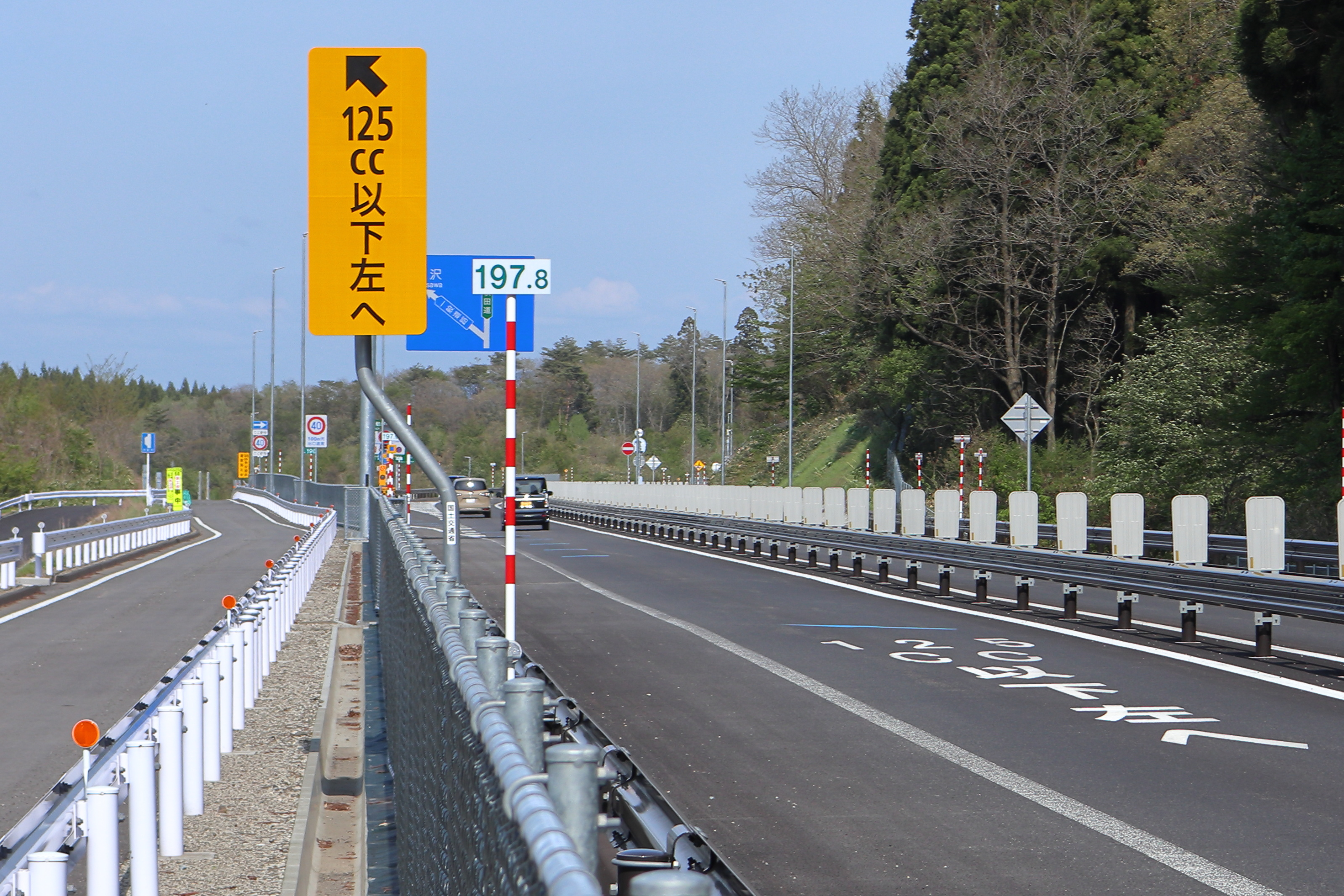
秋田側

当ICは、秋田県道325号大館能代空港西線と北秋田市道・蟹沢乗入線との交差点が存在した位置に、鷹巣西道路のインターチェンジとして建設され、2020年12月13日より、鷹巣西道路とともに供用が開始された。
インターチェンジの形状は、集約ダイヤモンド型で、大館方向から降りる車両と能代方向へ向かう車両との平面交差地点では大館方向から降りて来た車両が一時停止する必要がある。また、能代方向から来た車両が降りる際は一時停止が伴う。
当ICより終点方向（伊勢堂岱IC方面）は、秋田県道325号が一般道として供用されていた部分を改良して自動車専用道路としたため、起点方向（今泉交差点方面）から走行してきた125cc以下の二輪車は当ICから流出しなければならない。そのため、歩行者や軽車両、125㏄以下の自動二輪車で当ICと空港方面との間を通行するための側道が、当ICに並行して設けられている。
当ICより起点方向は、一般道として供用されているため、秋田方面へはそのまま直進できる。

## 歴史
- 2020年（令和2年）
  - 10月23日 : IC名称が「蟹沢IC」で正式決定[3]。
  - 12月13日 : 蟹沢IC - 大館能代空港IC間 開通に伴い、供用開始[4]。

## 接続する道路
- 直接接続
  - 市道 蟹沢乗入線
  - 秋田県道325号大館能代空港西線

## 周辺
- 米代川
- 翔鷹大橋
- 蟹沢農村公園

## 隣
E7 鷹巣西道路
今泉IC（事業中） - (21) 蟹沢IC - (22) 伊勢堂岱IC